# Imre Bujdosó
Imre Bujdosó, född den 12 februari 1959 i Berettyóújfalu, Ungern, är en ungersk fäktare som bland annat tog OS-silver i herrarnas lagtävling i sabel i samband med de olympiska fäktningstävlingarna 1992 i Barcelona.